# Осличі
Осличі (хорв. Oslići) — населений пункт у Хорватії, в Істрійській жупанії у складі громади Церовлє.

## Населення
Населення за даними перепису 2011 року становило 79 осіб.
Динаміка чисельності населення поселення:

## Клімат
Середня річна температура становить 12,57 °C, середня максимальна – 26,02 °C, а середня мінімальна – -1,60 °C. Середня річна кількість опадів – 1163 мм.
| Клімат поселення                              | Клімат поселення | Клімат поселення | Клімат поселення | Клімат поселення | Клімат поселення | Клімат поселення | Клімат поселення | Клімат поселення | Клімат поселення | Клімат поселення | Клімат поселення | Клімат поселення | Клімат поселення |
| Показник                                      | Січ.             | Лют.             | Бер.             | Квіт.            | Трав.            | Черв.            | Лип.             | Серп.            | Вер.             | Жовт.            | Лист.            | Груд.            |                  |
| Середній максимум, °C                         | 9,57             | 10,39            | 13,31            | 16,67            | 21,56            | 25,42            | 26,02            | 25,42            | 21,24            | 16,73            | 11,91            | 8,80             |                  |
| Середня температура, °C                       | 3,99             | 4,81             | 7,74             | 11,10            | 15,97            | 19,83            | 22,21            | 21,64            | 17,45            | 12,94            | 8,11             | 5,00             |                  |
| Середній мінімум, °C                          | −1,6             | −0,78            | 2,16             | 5,52             | 10,40            | 14,26            | 18,43            | 17,84            | 13,65            | 9,14             | 4,34             | 1,22             |                  |
| Норма опадів, мм                              | 87               | 70               | 85               | 96               | 83               | 99               | 69               | 97               | 101              | 131              | 134              | 111              |                  |
| Середньомісячна швидкість вітру, м/с          | 1.64             | 1.91             | 2.13             | 2.17             | 1.98             | 1.88             | 1.84             | 1.78             | 1.70             | 1.81             | 1.87             | 1.77             |                  |
| Середньомісячна сонячна радіація, кДж/м²·день | 4489             | 7351             | 10584            | 14815            | 19062            | 20631            | 21707            | 18631            | 13954            | 8918             | 4907             | 3721             |                  |
| --------------------------------------------- | ---------------- | ---------------- | ---------------- | ---------------- | ---------------- | ---------------- | ---------------- | ---------------- | ---------------- | ---------------- | ---------------- | ---------------- | ---------------- |
| Джерело:                                      |                  |                  |                  |                  |                  |                  |                  |                  |                  |                  |                  |                  |                  |